# Narcolaptic
Narcolaptic ist eine Skatepunk-Band aus Hamburg.

## Geschichte
Der Name Narcolaptic wurde von dem englischen Wort Narcoleptic abgeleitet, wobei der Bandname mit zwei „A“ geschrieben wird, anstatt mit einem „E“. Narkolepsie ist die medizinische Bezeichnung der „Schlafkrankheit“, wobei der Bandname jedoch nur indirekt auf die eigentliche Krankheit bezogen ist. Er soll vielmehr den Zustand beschreiben ähnlich wie in einer Art Delirium.
Nach eigener Aussage spielt die Band Musik mit Einflüssen aus dem Punk, Grunge, Ska, Alternative Rock, Hardcore und Metal. Narcolaptic nannten ihr erstes Demo spaßeshalber Hardcorepop. Das erste Konzert der Gruppe fand im Mai 2005 in dem Hamburger Kulturzentrum Rote Flora statt. Weitere Auftritte folgten bald darauf. Seit ihrer Gründung spielten Narcolaptic über 400 Konzerte im gesamten Bundesgebiet und darüber hinaus, unter anderem mit Bands wie Talco, Schmutzki, Götz Widmann, Muff Potter, T. V. Smith und vielen weiteren.
Nach den ersten Demo-Produktionen kam 2009 das erste eigenproduzierte Album. Beeinflusst von Bands wie NOFX, The Flatliners, Nirvana, Sublime, Rise Against, werden in den hauptsächlich englischen Songs Themen aus dem Leben, genauso wie Spaß, Ironie, Politik und alltägliche Zwänge verarbeitet.
Im Oktober 2010 sowie im März 2014 machten Narcolaptic Touren durch Indonesien, zusammen mit lokalen Punkbands wie Bunga Hitam. Bei ihrem ersten Besuch spielten sie 13 Konzerte auf der Insel Java.
Ende Februar 2016 erschien das zweite Album Hypocretin. Der Titel des Albums ist der Name eines Hormons, das den Schlaf-Wachrhythmus beeinflusst. Im März 2016 tourte die Band mit dem Album quer durch Thailand, Malaysia, Singapur und Indonesien. Am 28. Dezember 2016 wurde der Dokumentarfilm Komunitas (Gemeinschaft/Community) bei einer ausverkauften Vorstellung im 3001 Kino in Hamburg zum ersten Mal der Öffentlichkeit vorgestellt. In dem Film geht es um die dritte und bislang längste Reise der Band Narcolaptic quer durch Südostasien. Danach wurde der Film noch einmal an einigen Stellen überarbeitet und zwischen Mitte 2017 bis Anfang 2018 in verschiedenen deutschen Kinos gezeigt. Im März 2019 wurde Komunitas in Deutschland und Österreich über Prime Video veröffentlicht.

## Projekte
Von Beginn an spielten Narcolaptic viele Benefizkonzerte für Projekte wie skate-aid, Kein Bock auf Nazis, Viva con Agua und viele weitere.
Seit Dezember 2010 spielt Marlon Fertinger auch noch Schlagzeug bei der Ska-Punk-Band Rantanplan.
Im Jahr 2011 brachte Don den ersten Teil der Next Generation-Compilation-Reihe heraus, der zum freien Herunterladen auf der Narcolaptic-Website angeboten wird. Das besondere daran ist, das dort Punk-, Ska- und Hardcore-Bands aus den unterschiedlichsten Teilen der Welt von Kanada bis Japan zu finden sind. Im Sommer 2012 wurde der zweite Teil der Reihe veröffentlicht, international gehalten wie auch der Vorgänger, nur mit dem kleinen Unterschied, dass diesmal auch etwas größere Künstler wie Rodrigo Alfaro, Leadsänger der schwedischen Punk-Rock-Band Satanic Surfers mit seinem damaligen Projekt Atlas Losing Grip, die italienische Band Talco und ZSK einen Song beisteuerten.
2015 haben Narcolaptic Musik für einen Kurzfilm über die Hilfsorganisation Viva con Agua geschrieben.
In dem 2016 während der dritten Narcolaptic Tour durch Südostasien entstanden Dokumentarfilm Komunitas sind neben Narcolaptic auch populäre Personen und Bands aus den dortigen Punkszenen zu sehen. 2017 bis 2018 wurde der Film in verschiedenen deutschen Kinos gezeigt und 2019 über Prime Video veröffentlicht.
Manu komponierte im Jahr 2023 die komplette Musik sowie die Songtexte zusammen mit tfn-Intendant Oliver Graf für das Punk-Rock-Musical „Woyzeck“.
Das Musical feierte die Premiere am 2. September 2023 im Theater für Niedersachsen in Hildesheim.
„Da es sich bei ‚Woyzeck‘ um ein dicht verzweigtes Geflecht aus unterschiedlichsten Emotionen handelt, wäre es zu simpel, einfach einen Abend lang die Punk-Klatsche zu verteilen. Somit spielen Elemente aus dem Psychedelic-Rock eine wiederkehrende Rolle innerhalb von Songstrukturen, Instrumentierung oder im generellen Klanggewand,“ erklärt er. „Ebenso hatten Post- und Noise-Rock einen großen Einfluss auf die Gitarrenarbeit und ein hilfreiches Stilmittel, um die moralischen Abgründe dieses Dramas besser abzubilden.“
Woyzeck

## Diskografie

### Studioalben
- 2009: More Than Noise (Album, Antikörper Export)
- 2016: Hypocretin (Album, Antikörper Export / Broken Silence)
- 2018: Never Fall in Line (Album, Antikörper Export / Broken Silence)

### Sonstige Veröffentlichungen
- 2006: Hardcorepop (Demo, Eigenproduktion)
- 2006: Pieces of the State (Demo, Eigenproduktion)
- 2007: Banzai 16 (Kompilation, Kamikaze Records)
- 2007: Reality (Demo, Eigenproduktion)
- 2008: Espacios Libres – Medios Libres (Kompilation, Falling Down Records)
- 2009: Noisome (Kompilation, Bldclot)
- 2009: Underdog # 29 (Kompilation)
- 2009: Contr-Punk 2 (Kompilation)
- 2010: The Taste of Underground (Kompilation, Antikörper Export)
- 2010: 10 Jahre / Zehn Meter Feldweg (Kompilation, Motor Music + Kurbad St. Pauli)
- 2010: Disarmare (Label, Kompilation)
- 2010: HAK Soli (Kompilation)
- 2011: Next Generation #1 (Kompilation)
- 2011: Ear Infection Volume 1 (Kompilation)
- 2012: R.A.B (Kompilation, Silversdenim)
- 2012: Next Generation #2 (Kompilation)
- 2012: I.P.R.S. Vol. 5 (Kompilation, Pinhead Records)
- 2012: Derribandobarreras (Kompilation, Sello Discografico)
- 2013: Here to Stay (Kompilation)
- 2015: Viva con Agua – Hinter den Festival-Kulissen Film (Musikbeitrag)
- 2017: Komunitas – Dokumentarfilm / Kino Release
- 2018: Tearing / Kompaktkassette (Dokumen Negara Records, Indonesien)
- 2019: Komunitas – Dokumentarfilm (Amazon Prime Video, Release)